# Stathmodera unicolor
Stathmodera unicolor là một loài bọ cánh cứng trong họ Cerambycidae.